# Ludwigia hyssopifolia
Ludwigia hyssopifolia là một loài thực vật có hoa trong họ Anh thảo chiều. Loài này được (G.Don) Exell mô tả khoa học đầu tiên năm 1957.

## Hình ảnh

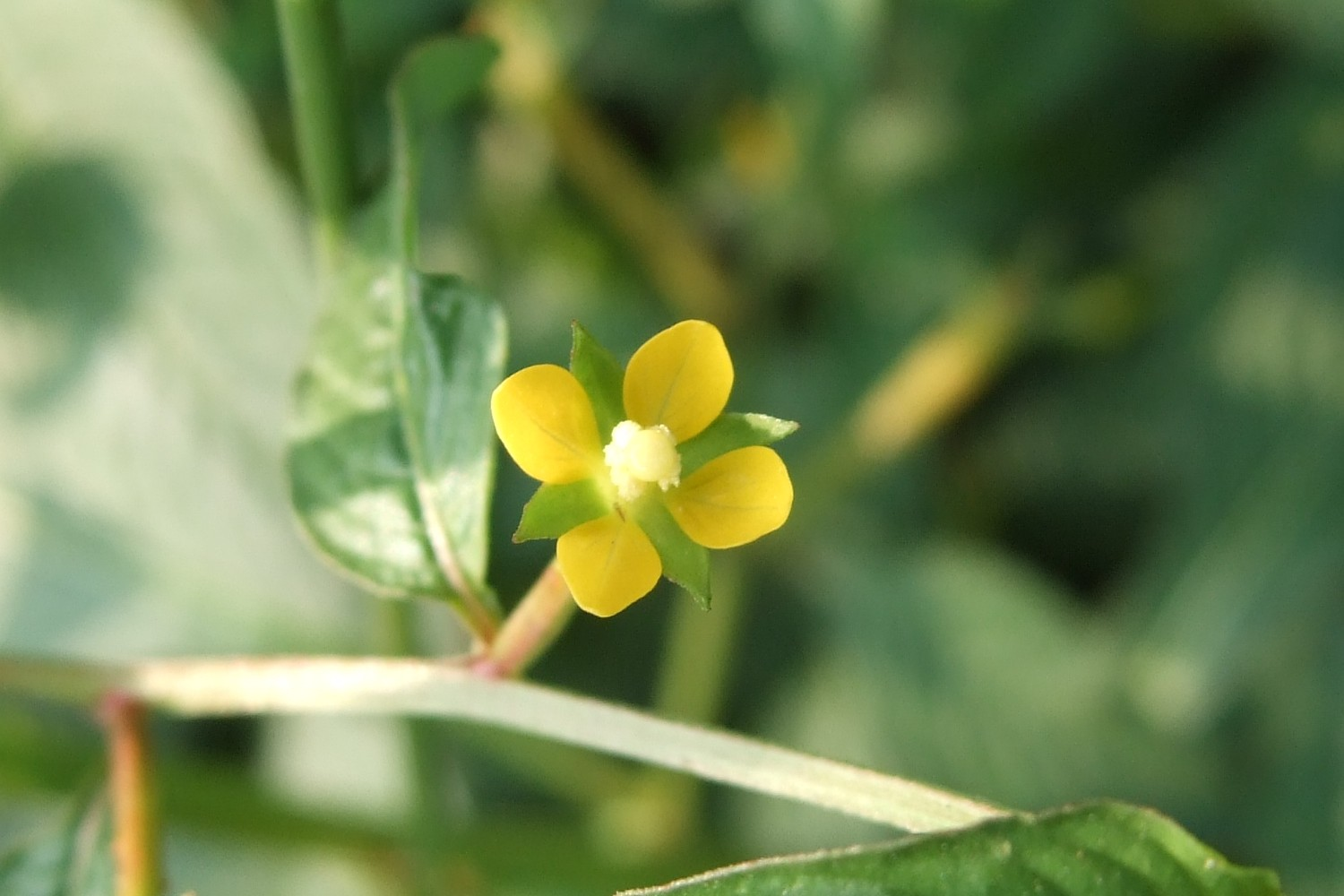
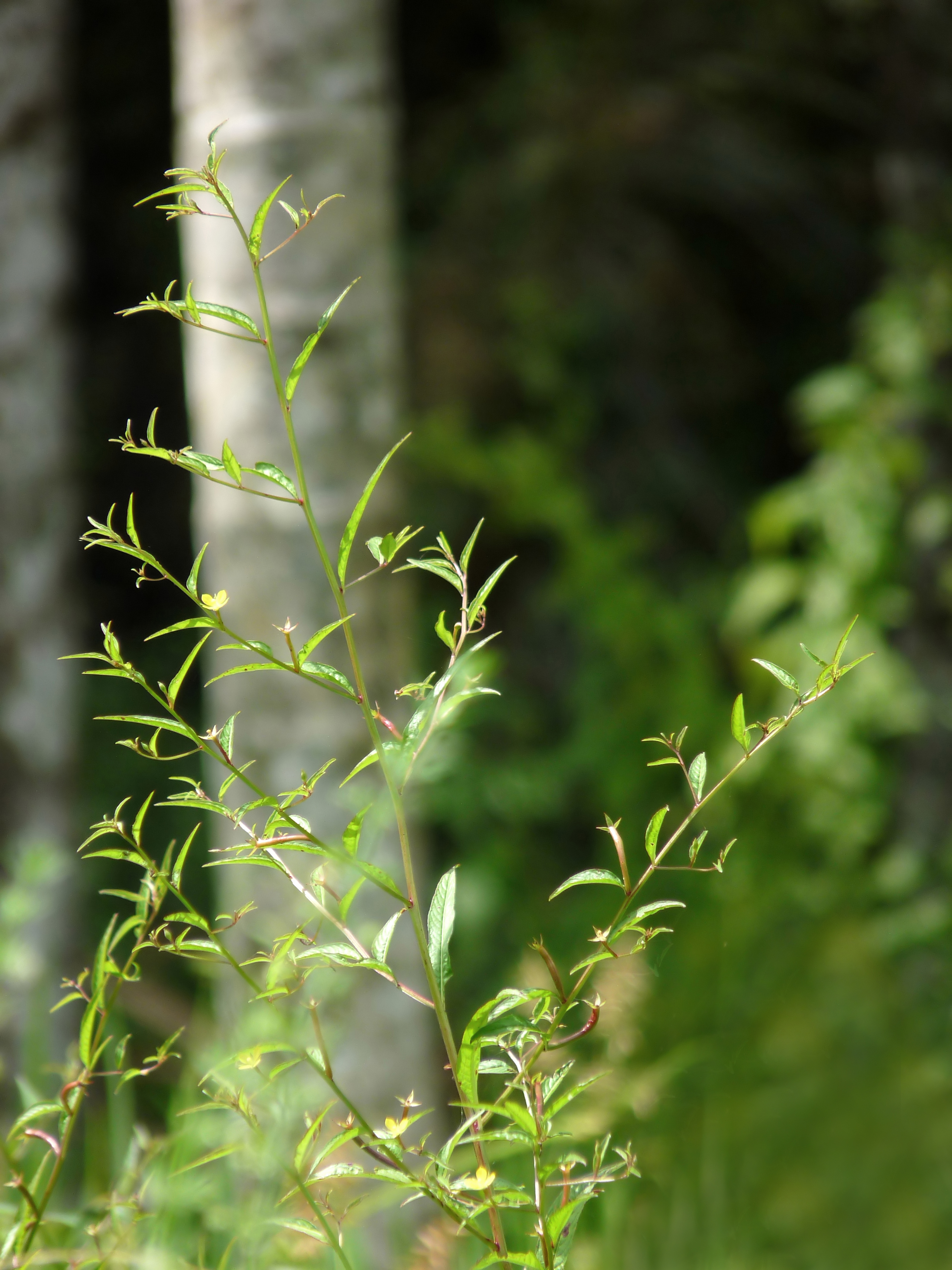
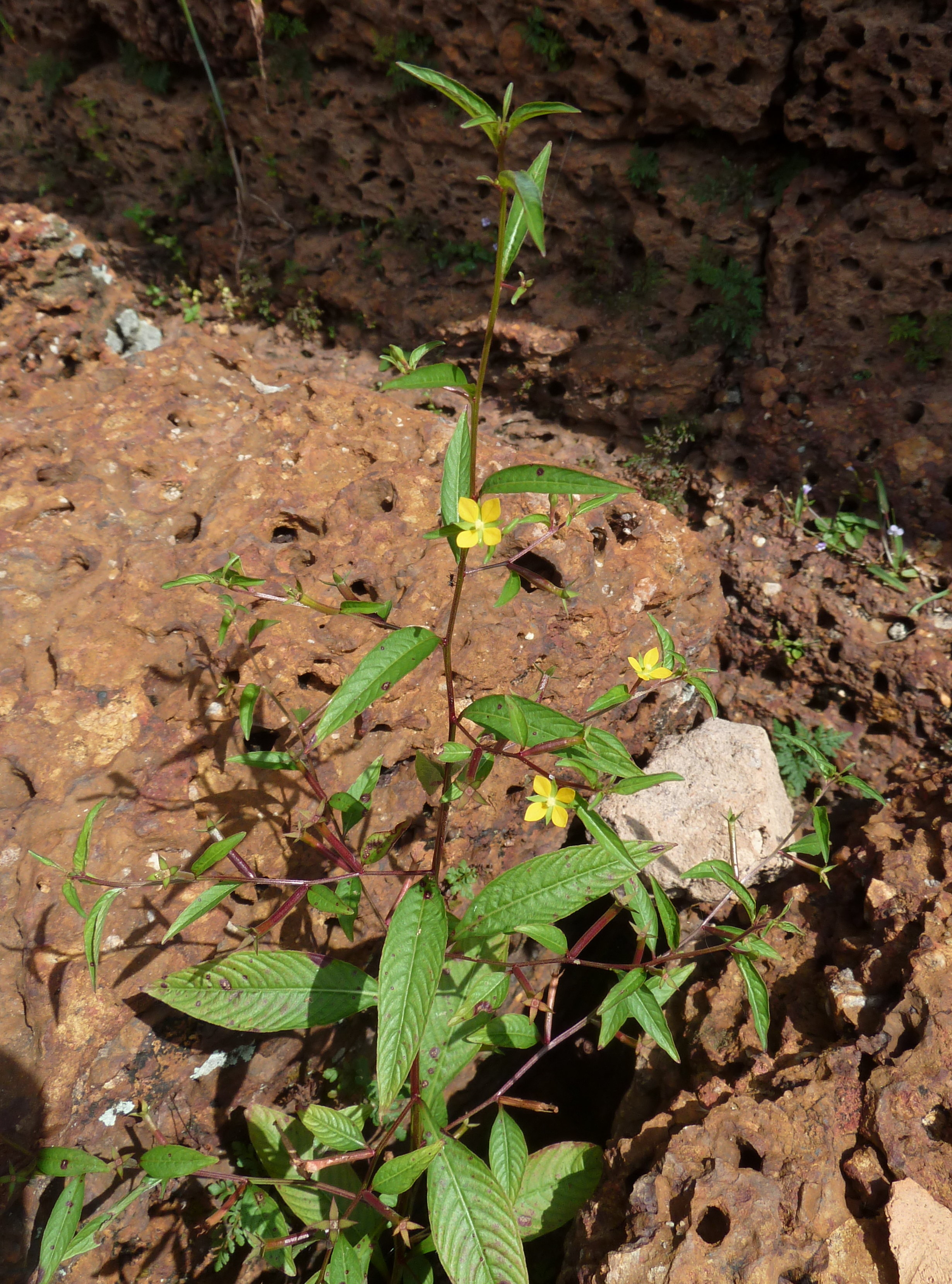
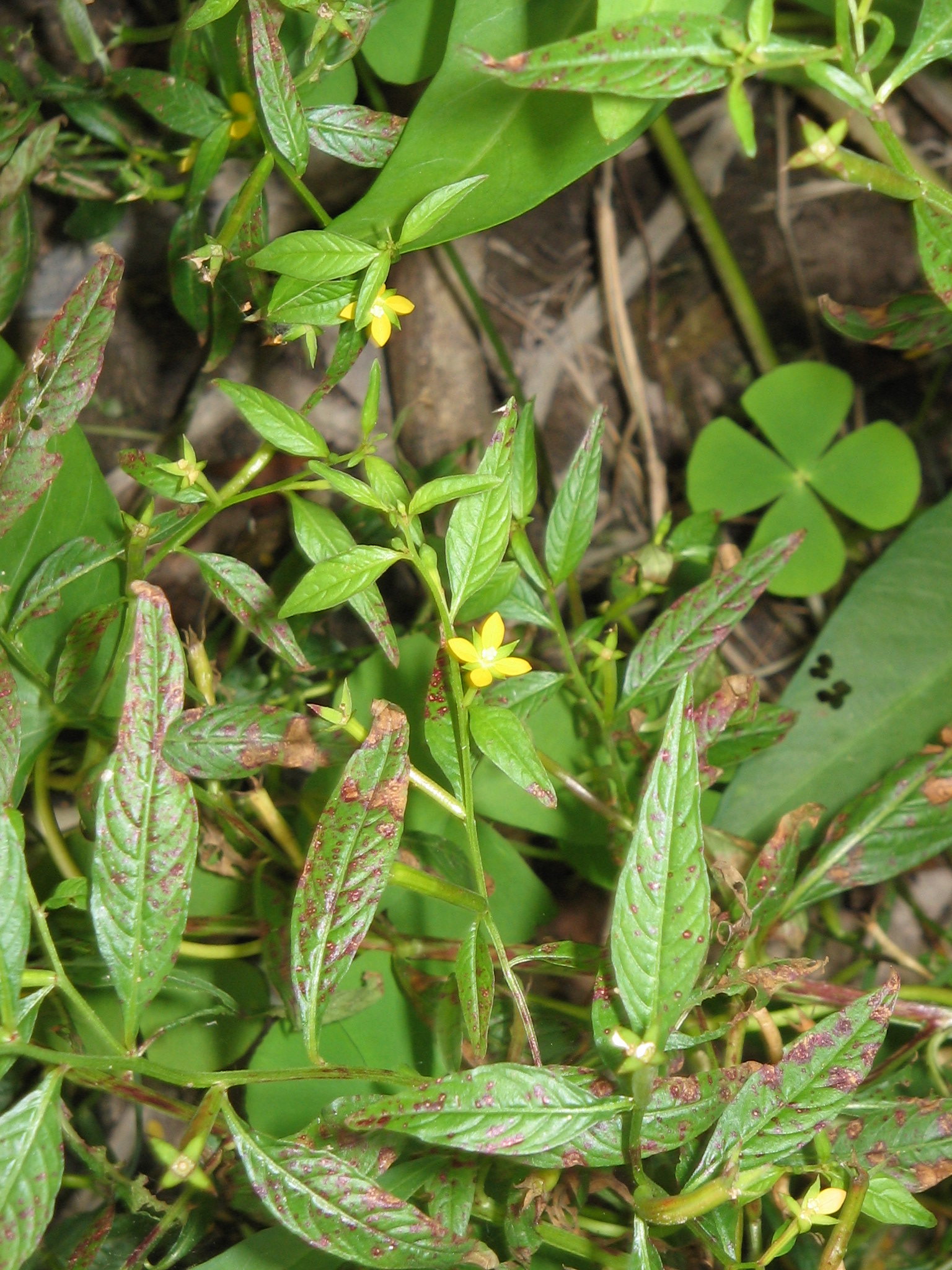